# Ecliptopera capitulata
Ecliptopera capitulata là một loài bướm đêm trong họ Geometridae.